# گلوبال‌فوندریز
 گلوبال‌فَوندریز (همچنین به عنوان GF نیز شناخته می‌شود) یک کارخانه ریخته‌گری نیمه‌رسانا آمریکایی است که مقر آن در سانتا کلارا، کالیفرنیا، ایالات متحده است. گلوبال‌فَوندریز با واگذاری بازوی تولیدی ای‌ام‌دی (AMD) ایجاد شده‌است. امارت ابوظبی از طریق شرکت تابعه‌ی شرکت سرمایه‌گذاری فناوری پیشرفته‌ی مبادله (ATIC) مالک این شرکت است.